# Jack's Groove
Jack's Groove - Jack Sheldon and His Exciting All-Star Big-Band est un album de jazz West Coast du trompettiste Jack Sheldon. Il est publié par GNP Records.

## Enregistrement
L'album est interprété par deux big bands différents. La session de 1957 compte dans ses rangs Art Pepper et Chet Baker. Les arrangements des trois premiers titres sont de Lennie Niehaus, et ceux de la face B de Paul Moer.

### Musiciens
Les sessions sont enregistrées en 1957 et en 1958 par deux ensembles qui sont composés de :
- août 1957 : Art Pepper (as), Herb Geller (as), Harold Land (ts), Jack Sheldon (tp), Chet Baker (tp), Stu Williamson (vtb), Paul Moer (p), Buddy Clark (b), Mel Lewis (d).
- décembre 1958 : Lennie Niehaus (as), Billy Root (bs), Jack Sheldon (tp), Conte Candoli (tp), Stu Williamson (vtb), Vince DeRosa (fh), Red Callender (tub), Pete Jolly (p), Buddy Clark (b), Mel Lewis (d).

### Dates et lieux
- 1, 2, 3, 4, 5 : Los Angeles, Californie, août 1957
- 5, 6, 7, 8, 9, 10 : Los Angeles, Californie, décembre 1958

## Titres
| N°     | Titre                    | Compositeur                     | Durée |
| ------ | ------------------------ | ------------------------------- | ----- |
| Face 1 |                          |                                 |       |
| 1.     | Green Dolphin Street     | Bronislaw Kaper, Ned Washington | 3:00  |
| 2.     | I'm Also A Person        | Lennie Niehaus                  | 4:43  |
| 3.     | I Had the Craziest Dream | Harry Warren, Mack Gordon       | 3:32  |
| 4.     | Arrivederci              | George Wallington               | 3:40  |
| 5.     | Brown Cow                | Tiny Kahn                       | 3:00  |
| Face 2 |                          |                                 |       |
| 6.     | anyhow                   | Paul Moer                       | 3:20  |
| 7.     | Julie Is Her Name        | Bobby Troup                     | 3:23  |
| 8.     | Aplomb                   | Paul Moer                       | 8:37  |
| 9.     | Sunset Eyes              | Teddy Edwards                   | 3:35  |
| 10.    | J. S.                    | Paul Moer                       | 3:35  |

## Discographie
- 1959, GNP Records - GNP 60 (LP)